# Resultados do Carnaval de Uruguaiana
Resultados do Carnaval de Uruguaiana.

## 1999
| 1º Grupo  | 1º Grupo                     | 1º Grupo  | 1º Grupo |
| Colocação | Escola                       | *         | Ref.     |
| --------- | ---------------------------- | --------- | -------- |
| 1º        | Deu Chucha na Zebra          | *         | [ 1 ]    |
| 2º        | Unidos da Ilha do Marduque   | *         | [ 1 ]    |
| 3º        | Unidos da Cova da Onça       | *         | [ 1 ]    |
| 2º Grupo  |                              |           |          |
| Colocação | Escola                       | Nota      | Ref.     |
| 1º        | Academia de Samba Os Cevados | Promovida | [ 1 ]    |

## 2000
| 1º Grupo  | 1º Grupo            | 1º Grupo  | 1º Grupo |
| Colocação | Escola              | *         | Ref.     |
| --------- | ------------------- | --------- | -------- |
| 1º        | Os Rouxinóis        | *         | [ 2 ]    |
| 2º        | Deu Chucha na Zebra | *         | [ 2 ]    |
| 2º Grupo  |                     |           |          |
| Colocação | Escola              | Nota      | Ref.     |
| 1º        | Bambas da Alegria   | Promovida | [ 2 ]    |

## 2001
| 1º Grupo  | 1º Grupo               | 1º Grupo  | 1º Grupo |
| Colocação | Escola                 | *         | Ref.     |
| --------- | ---------------------- | --------- | -------- |
| 1º        | Os Rouxinóis           | *         | [ 3 ]    |
| 2º        | Ilha do Marduque       | *         | [ 3 ]    |
| 3º        | Unidos da Cova da Onça | *         | [ 3 ]    |
| 2º Grupo  |                        |           |          |
| Colocação | Escola                 | Nota      | Ref.     |
| 1º        | Unidos da Toca do Lobo | Promovida | [ 3 ]    |

## 2002
| 1º Grupo  | 1º Grupo                   | 1º Grupo | 1º Grupo  | 1º Grupo |
| Colocação | Escola                     | Pontos   | Nota      | Ref.     |
| --------- | -------------------------- | -------- | --------- | -------- |
| 1º        | Os Rouxinóis               | 435      |           | [ 4 ]    |
| 2º        | Deu Chucha na Zebra        | 432      |           | [ 4 ]    |
| 3º        | Unidos da Ilha do Marduque | 428      |           | [ 4 ]    |
| 4º        | Unidos da Cova da Onça     | 422,5    |           | [ 4 ]    |
| 5º        | Bambas da Alegria          | 387,5    |           | [ 4 ]    |
| 6º        | Unidos da Toca do Lobo     | 340      | Rebaixada | [ 4 ]    |
| 2º Grupo  |                            |          |           |          |
| Colocação | Escola                     | *        | Nota      | Ref.     |
| 1º        | Acadêmicos do Negão        | *        | Promovida | [ 4 ]    |

## 2003
| 1º Grupo  | 1º Grupo                   | 1º Grupo | 1º Grupo  | 1º Grupo    |
| Colocação | Escola                     | Pontos   | Nota      | Ref.        |
| --------- | -------------------------- | -------- | --------- | ----------- |
| 1º        | Os Rouxinóis               | 433,2    |           | [ 5 ]       |
| 2º        | Unidos da Cova da Onça     | 431,5    |           | [ 5 ]       |
| 3º        | Unidos da Ilha do Marduque | 427,9    |           | [ 5 ]       |
| 4º        | Bambas da Alegria          | 412,5    |           | [ 5 ]       |
| 5º        | Deu Chucha na Zebra        | 392,2    |           | [ 5 ]       |
| 6º        | Acadêmicos do Negão        | 295,2    | Rebaixada | [ 5 ]       |
| 2º Grupo  |                            |          |           |             |
| Colocação | Escola                     | Pontos   | Nota      | Ref.        |
| 1º        | Unidos da Toca do Lobo     | 301,5    | Promovida | [ 6 ] [ 7 ] |
| 2º        | Unidos da Mangueira        | 277,9    |           | [ 6 ]       |

## 2004
| 1º Grupo  | 1º Grupo                   | 1º Grupo | 1º Grupo  | 1º Grupo           |
| Colocação | Escola                     | Pontos   | Nota      | Ref.               |
| --------- | -------------------------- | -------- | --------- | ------------------ |
| 1º        | Os Rouxinóis               | 438,8    |           | [ 8 ] [ 9 ] [ 10 ] |
| 2º        | Unidos da Cova da Onça     | 436,3    |           | [ 8 ]              |
| 3º        | Bambas da Alegria          | 423,4    |           | [ 8 ]              |
| 4º        | Deu Chucha na Zebra        | 422,8    |           | [ 8 ]              |
| 5º        | Unidos da Ilha do Marduque | 420,4    |           | [ 8 ]              |
| 6º        | Unidos da Toca do Lobo     | 385,3    | Rebaixada | [ 8 ]              |
| 1º Grupo  |                            |          |           |                    |
| Colocação | Escola                     | Pontos   | Nota      | Ref.               |
| 1º        | Acadêmicos do Negão        | 335,8    | Promovida | [ 8 ]              |
| 2º        | Império da Zona Sul        | 326,7    |           | [ 8 ]              |
| 3º        | Unidos da Mangueira        | 317,8    |           | [ 8 ]              |
| 4º        | União da Vila              | 317,5    |           | [ 8 ]              |

## 2005
| 1º Grupo  | 1º Grupo                   | 1º Grupo | 1º Grupo  | 1º Grupo      |
| Colocação | Escola                     | Pontos   | Nota      | Ref.          |
| --------- | -------------------------- | -------- | --------- | ------------- |
| 1º        | Unidos da Cova da Onça     | 438      |           | [ 11 ] [ 12 ] |
| 2º        | Unidos da Ilha do Marduque | 437,2    |           | [ 11 ]        |
| 3º        | Os Rouxinóis               | 436,4    |           | [ 11 ]        |
| 4º        | Deu Chucha na Zebra        | 420,8    |           | [ 11 ]        |
| 5º        | Bambas da Alegria          | 418      |           | [ 11 ]        |
| 6º        | Acadêmicos do Negão        | 360      | Rebaixada | [ 11 ]        |
| 2º Grupo  |                            |          |           |               |
| Colocação | Escola                     | Pontos   | Nota      | Ref.          |
| 1º        | Unidos da Toca do Lobo     | 337,9    | Promovida | [ 11 ]        |
| 2º        | Unidos da Mangueira        | 322,6    |           | [ 11 ]        |
| 3º        | Império da Zona Sul        | 300,5    |           | [ 11 ]        |

## 2006
| 1º Grupo  | 1º Grupo                            | 1º Grupo | 1º Grupo  | 1º Grupo |
| Colocação | Escola                              | Pontos   | Nota      | Ref.     |
| --------- | ----------------------------------- | -------- | --------- | -------- |
| 1º        | Os Rouxinóis                        | 439,4    |           | [ 13 ]   |
| 2º        | Unidos da Ilha do Marduque          | 426      |           | [ 13 ]   |
| 3º        | Deu Chucha na Zebra                 | 421,7    |           | [ 13 ]   |
| 3º        | Bambas da Alegria                   | 421,7    |           | [ 13 ]   |
| 5º        | Unidos da Cova da Onça              | 415,6    |           | [ 13 ]   |
| 6º        | Unidos da Toca do Lobo              | 376,8    | Rebaixada | [ 13 ]   |
| 2º Grupo  |                                     |          |           |          |
| Colocação | Escola                              | Pontos   | Nota      | Ref.     |
| 1º        | Apoteose do Samba                   | 434,1    | Promovida | [ 14 ]   |
| 2º        | Acadêmicos do Negão                 | 366,8    |           | [ 15 ]   |
| 3º        | Império da Zona Sul                 | 365,4    |           | [ 15 ]   |
| 4º        | Mocidade Independente da Vila Júlia | 351,7    |           | [ 15 ]   |
| 5º        | Unidos da Mangueira                 | 348,3    |           | [ 15 ]   |
| 6º        | União da Vila                       | 318,1    |           | [ 15 ]   |

## 2007
| 1º Grupo  | 1º Grupo                            | 1º Grupo | 1º Grupo  | 1º Grupo |
| Colocação | Escola                              | Pontos   | Nota      | Ref.     |
| --------- | ----------------------------------- | -------- | --------- | -------- |
| 1º        | Unidos da Cova da Onça              | 219      |           | [ 16 ]   |
| 2º        | Os Rouxinóis                        | 217,3    |           | [ 16 ]   |
| 3º        | Unidos da Ilha do Marduque          | 215,9    |           | [ 17 ]   |
| 4º        | Bambas da Alegria                   | 207,4    |           | [ 18 ]   |
| 4º        | Deu Chucha na Zebra                 | 207,4    |           | [ 18 ]   |
| 6º        | Apoteose do Samba                   | 207,1    | Rebaixada | [ 18 ]   |
| 2º Grupo  |                                     |          |           |          |
| Colocação | Escola                              | Pontos   | Nota      | Ref.     |
| 1º        | Unidos da Toca do Lobo              | 105,7    | Promovida | [ 18 ]   |
| 2º        | Acadêmicos do Negão                 | 103,8    |           | [ 18 ]   |
| 3º        | Império da Zona Sul                 | 97,4     |           | [ 18 ]   |
| 4º        | União da Vila                       | 95,8     |           | [ 18 ]   |
| 5º        | Unidos da Mangueira                 | 88,1     |           | [ 18 ]   |
| 6º        | Mocidade Independente da Vila Júlia | 87       |           | [ 18 ]   |